# Why Smith Left Home
Why Smith Left Home er en amerikansk stumfilm fra 1919 af Donald Crisp.

## Medvirkende
- Bryant Washburn som John Brown Smith
- Lois Wilson som Marian
- Mayme Kelso som Mary
- Winter Hall
- Walter Hiers som Bob White